# Estoher
Estoher település Franciaországban, Pyrénées-Orientales megyében. Lakosainak száma 154 fő (2022. január 1.). Estoher Espira-de-Conflent, Baillestavy, Valmanya, Taurinya, Clara-Villerach, Los Masos és Marquixanes községekkel határos.

## Földrajz

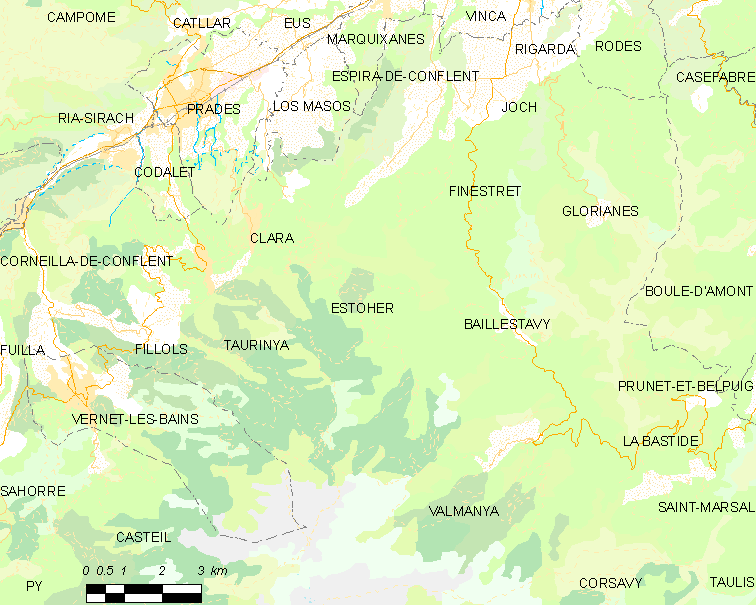
Estoher és környéke

## Népesség
A település népességének változása:
| Lakosok száma | 155  | 151  | 149  | 145  | 142  | 138  | 135  | 144  | 154  |
|               | 2013 | 2015 | 2016 | 2017 | 2018 | 2019 | 2020 | 2021 | 2022 |